# Vistabella del Maestrazgo
Vistabella del Maestrazgo (en valenciano y oficialmente, Vistabella del Maestrat) es un municipio de la provincia de Castellón en la Comunidad Valenciana, España, pertenece a la comarca del Alto Maestrazgo.

## Geografía
Está situado en pleno macizo de Peñagolosa en el sector septentrional de la comarca, en el límite con la provincia de Teruel, a una distancia de 72 km por carretera de Castellón de la Plana y es el municipio de mayor altitud de la Comunidad Valenciana.
Dada la extensión del término municipal, del que prácticamente el 80% se encuentra cubierto de bosque, se encuentran gran cantidad de especies endémicas, pudiendo destacar: roble valenciano, arce de Montpellier o cap d'oró (árbol endémico), sabinares albares con sabina negral o mora, tomillares con espliego, salvia, rabo de gato blanco, melojares o roue reboll, pino negral, bufalaga, etc.
El término de Vistabella cuenta con la cumbre más emblemática de la Comunidad Valenciana, el pico Peñagolosa (1814 m). Junto a esta y a otras cimas (Calvario 1309 m., Escala 1288 m, Boi 1223 m, Nevera 1195 m), destaca como accidente geográfico de interés el Polije de Vistabella, amplia formación kárstica, conocida como "Pla" (llano) de Vistabella, con una fértil tierra recorrida por la rambla del llano, cuyas aguas se pierden en el misterioso sumidero del Quiño, antigua zona pantanosa. Esta rambla junto a la de Puertomingalvo y el barranco del Forcall vierten sus aguas al río Monleón. 
Asimismo, en Vistabella se encuentra Barranco de la Pegunta.
Su clima es frío, se caracteriza por veranos ligeramente frescos e inviernos fríos, en los cuales se llegan a alcanzar temperaturas del orden de -12 °C, dando su temperatura media anual de 9 °C. Uno de los condicionantes de ésta es su gran altitud, la mayor de la zona, con 1246 m. En San Juan de Peñagolosa, a unos 1400 m de altitud, se promedian 8,6 °C, unas décimas menos.

### Barrios, masías y pedanías
En el término municipal de Vistabella se encuentran los siguientes núcleos de población:
- San Juan de Peñagolosa.
- Masía de Celades.
- Masía de Capote.
- Masía del Maestre.
- Masía del Clérigo.
- Masía de Monforte.
- Masía de Toni.

### Zonas en que se divide el pueblo
Vistabella está dividido en unas pequeñas zonas llamadas arrabales (arravals):
- Arrabal del Loreto.
- Arrabal de San Juan.
- Arrabal de San Roque.

### Localidades limítrofes
Villafranca del Cid, Benasal, Culla, Benafigos, Adzaneta, Chodos y Villahermosa del Río de la provincia de Castellón; Mosqueruela y Puertomingalvo de la provincia de Teruel

## Historia

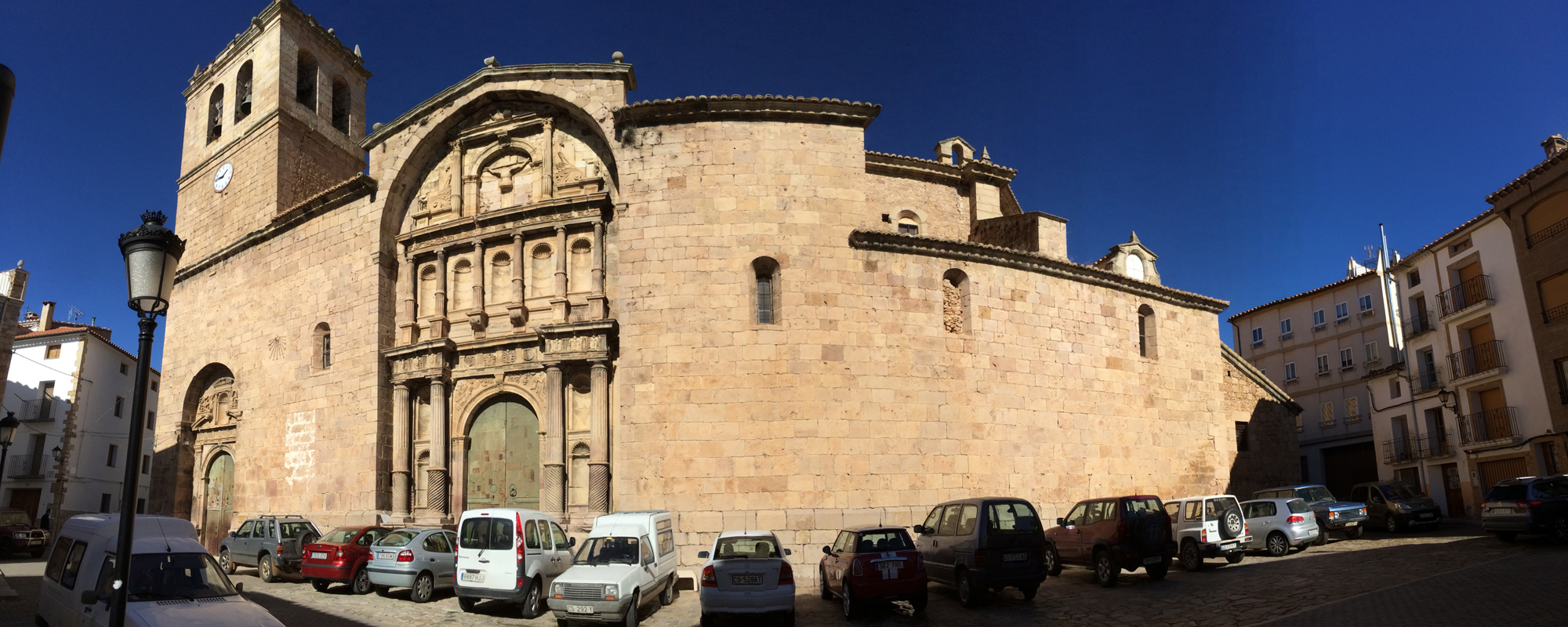
Iglesia de la Asunción de Nuestra Señora

Vistabella fue una aldea musulmana perteneciente al Castillo o Bailía de Culla y a su Setena. Tras la conquista cristiana en 1251, fue dada por Don Guillem de Anglesola y su mujer Constanza de Alagó a Berenguer de Anglesola y otros para que la poblaran.
En 1260, Blasco de Alagón "El Nieto", invadió el Señorío de Culla y tomó posesión de Culla, Villafranca y Vistabella. Después de 1264 se incorporó nuevamente al distrito o Setena de Culla. En 1338 fue residencia del Rey de Aragón, quien desde allí mandó una embajada al Papa, suplicándole que hiciera comparecer al arzobispo de Zaragoza porque temía que perturbase el reino. La Carta Puebla la confirmó en 1382 Umberto de Thous, maestre de Montesa, a Pascual Sobirats y otros, pasando posteriormente a la Orden de Montesa.
Durante la Guerra de la Independencia española, fue cuartel general del guerrillero de Nules, el padre Asensio Nebot, conocido como "El Fraile". En 1812 se libra una batalla sangrienta contra el general francés Suchet.
Vistabella, fue escenario importante de las guerras carlistas, imprimiéndose aquí durante algún tiempo, con el sello carlista, periódicos como la "Vanguardia" y el "Volante de la Guerra", impresos en el taller litográfico de Juan Vilás. En 1835 se libra una batalla contra tropas del gobierno. Más tarde, Araoz desalojó a los carlistas de Vistabella, hecho que provocó el cierre del taller litográfico.  
Hasta la reforma de la nomenclatura municipal de 1916 el municipio se llamaba simplemente Vistabella. En dicha fecha su nombre fue modificado por el de Vistabella del Maestrazgo.
Siendo alcalde Joaquín Gual, con ocasión de las fiestas patronales en agosto de 2009, fue estrenado oficialmente el Himno de la población, obra del compositor Joan Castells Badenes. En el año 2023 el municipio fue incorporado a su comarca histórica del Alto Maestrazgo dejando atrás su pertenencia al Alcalatén.

## Demografía
Vistabella del Maestrazgo cuenta con una población de 361 habitantes (INE 2024).
| Gráfica de evolución demográfica de Vistabella del Maestrazgo entre 1842 y 2021 |
| |
| Población de derecho según los censos de población del INE Población de hecho según los censos de población del INEEn estos censos se denominaba Vistabella: 1842, 1857, 1860, 1877, 1887, 1897, 1900 y 1910 |

| 1857  | 1877  | 1887  | 1900  | 1910  | 1920  | 1930  | 1940  | 1950  | 1960  | 1970  | 1981 | 1991 | 1996 | 2000 | 2005 | 2009 | 2019 |
| ----- | ----- | ----- | ----- | ----- | ----- | ----- | ----- | ----- | ----- | ----- | ---- | ---- | ---- | ---- | ---- | ---- | ---- |
| 2.075 | 2.371 | 2.337 | 2.418 | 2.541 | 2.342 | 2.157 | 2.001 | 1.938 | 1.584 | 1.214 | 702  | 472  | 475  | 453  | 410  | 412  | 339  |

## Comunicaciones
Desde Castellón de la Plana se accede a esta localidad a través de la CV-151, luego tomando la CV-10, posteriormente la CV-15 finalizando en la CV-170.

## Economía

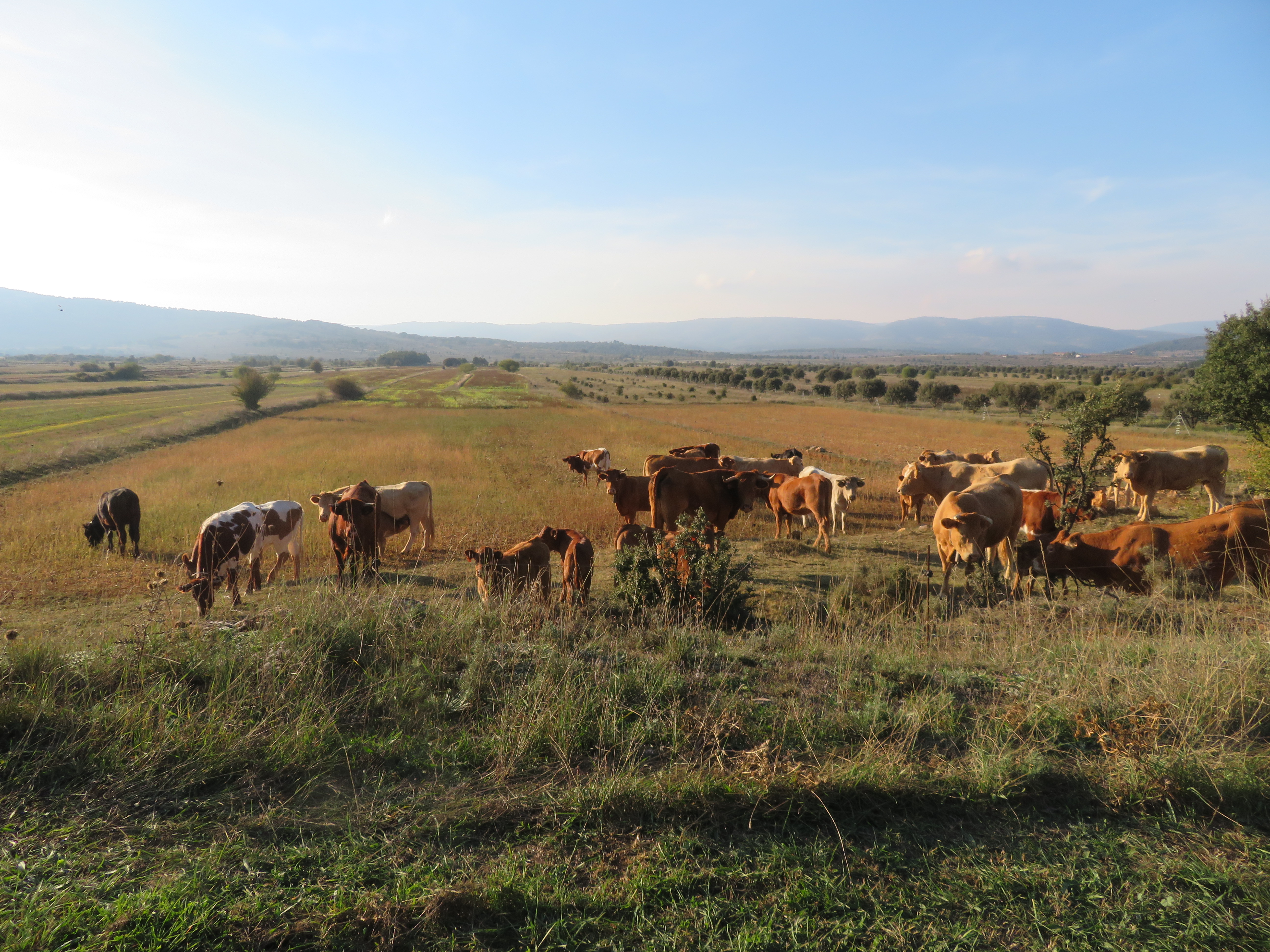
Vacas y terneros pastando en los campos de secano en barbecho (Vistabella del Maestrat)

Basada tradicionalmente en la agricultura de secano y la ganadería, en la actualidad destaca un incipiente sector turístico.

## Administración
| Periodo   | Nombre                         | Partido       |
| --------- | ------------------------------ | ------------- |
| 1979-1983 | Jaime Lázaro Fabra             | UCD           |
| 1983-1987 | Arcadio Edo Moliner            | AP-PDP-UL-UV  |
| 1987-1991 | Arcadio Edo Moliner            | PSPV-PSOE     |
| 1991-1995 | Arcadio Edo Moliner            | PSPV-PSOE     |
| 1995-1999 | Pedro Carlos Rupérez Monserrat | PP            |
| 1999-2003 | José Pitarch Vicente           | PP            |
| 2003-2007 | José Pitarch Vicente           | PP            |
| 2007-2011 | José Joaquín Gual Arnau        | CpV           |
| 2011-2015 | Belén Bachero Traver           | CpV           |
| 2015-2019 | Belén Bachero Traver           | CPV-Compromís |
| 2019-2023 | Jordi Alcon Molina             | CPV-Compromís |
| 2023-act. | Jordi Alcon Molina             | CPV-Compromís |

## Monumentos

### Monumentos religiosos

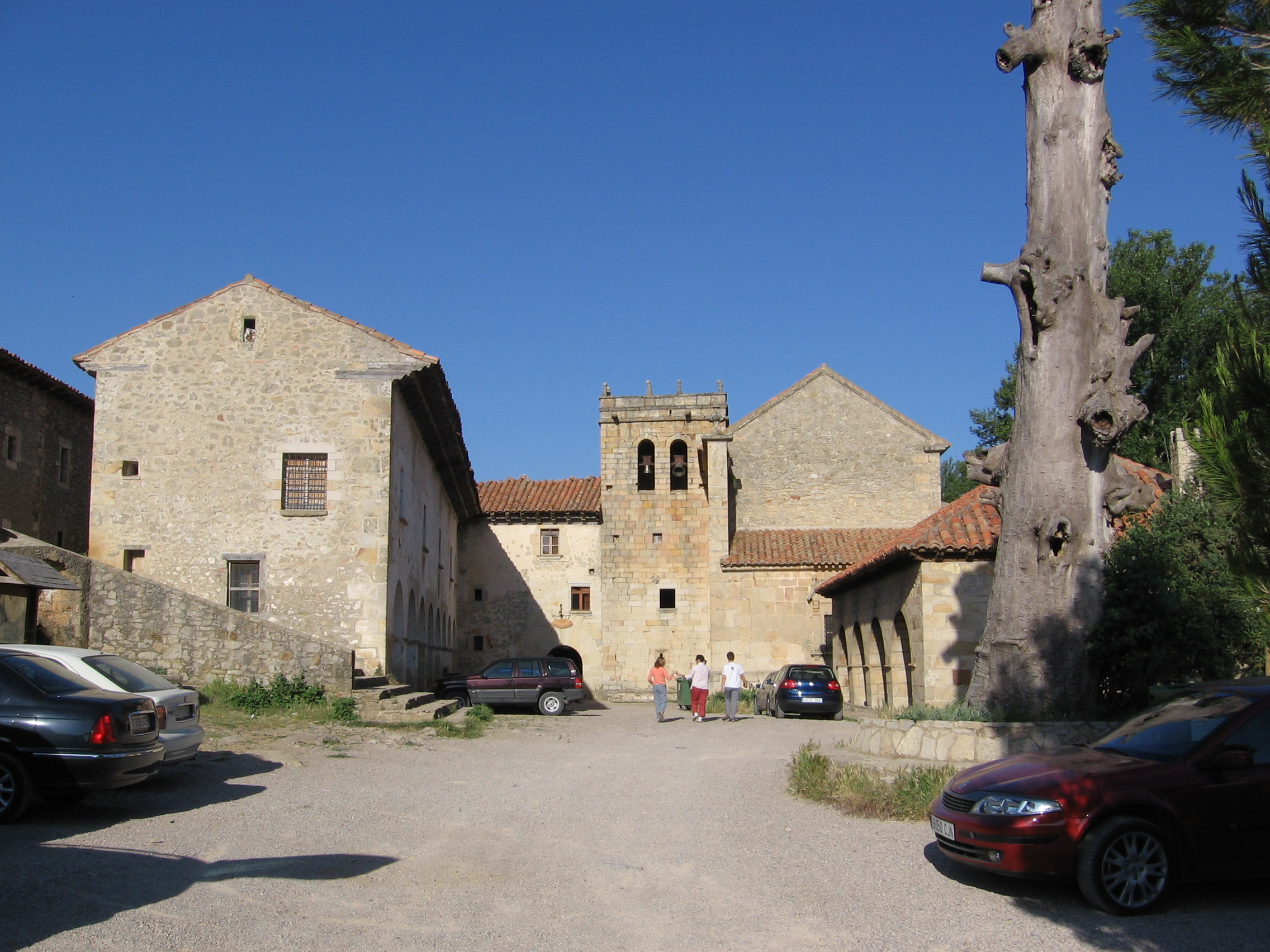
Santuario de San Juan de Peñagolosa

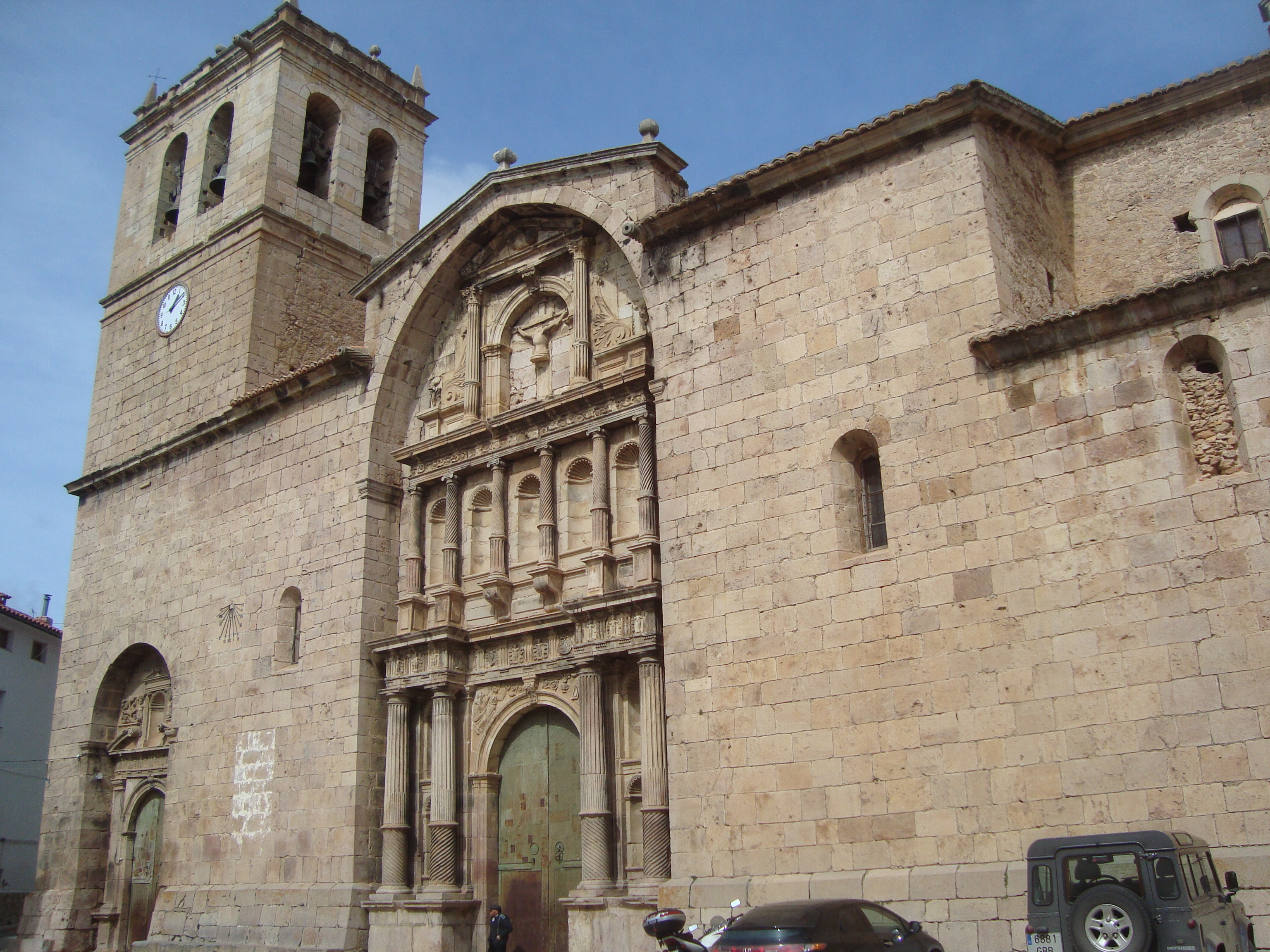
Iglesia de la Asunción de Nuestra Señora de la Asunción

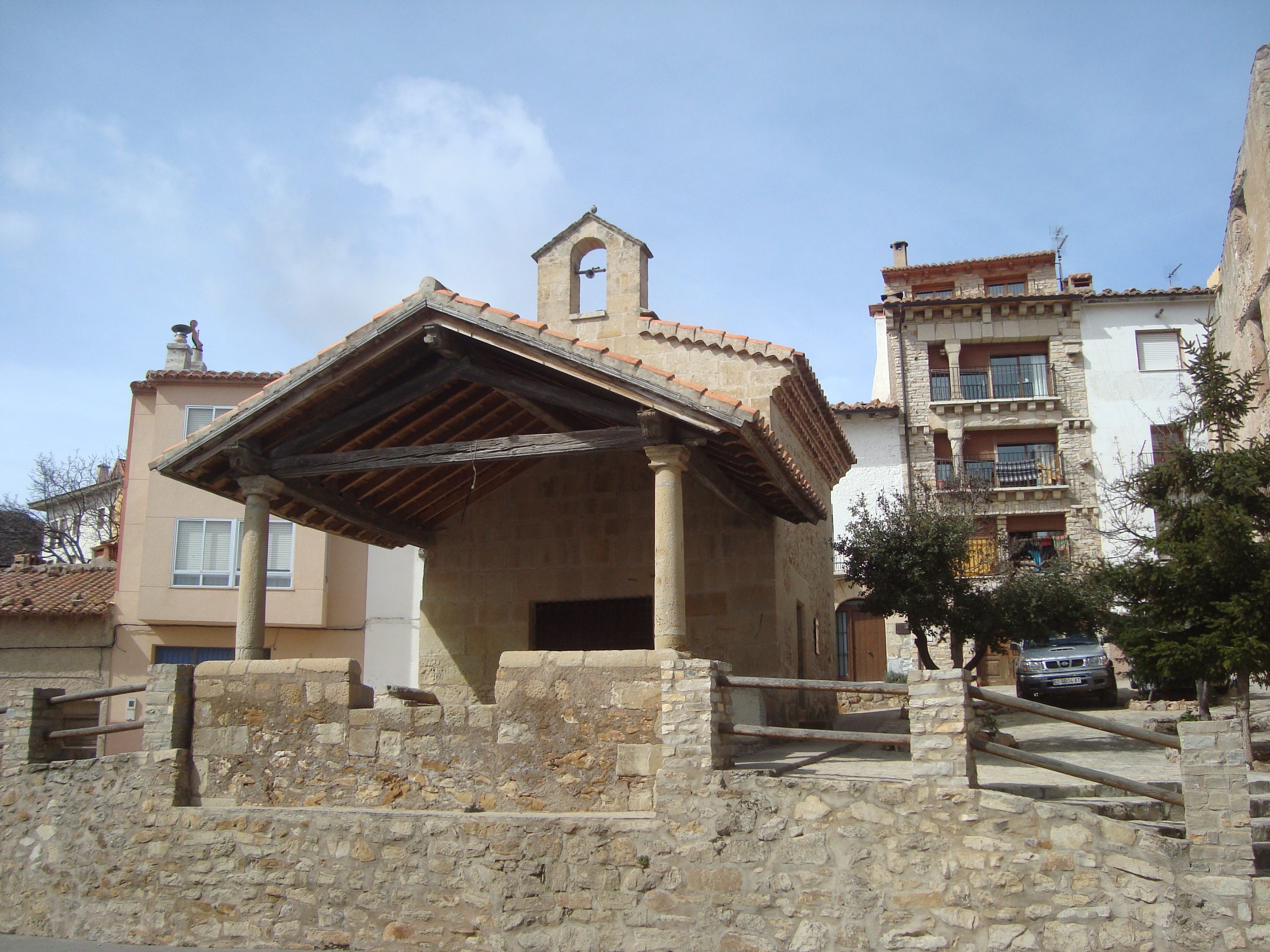
Ermita de la Mare de Déu de Loreto

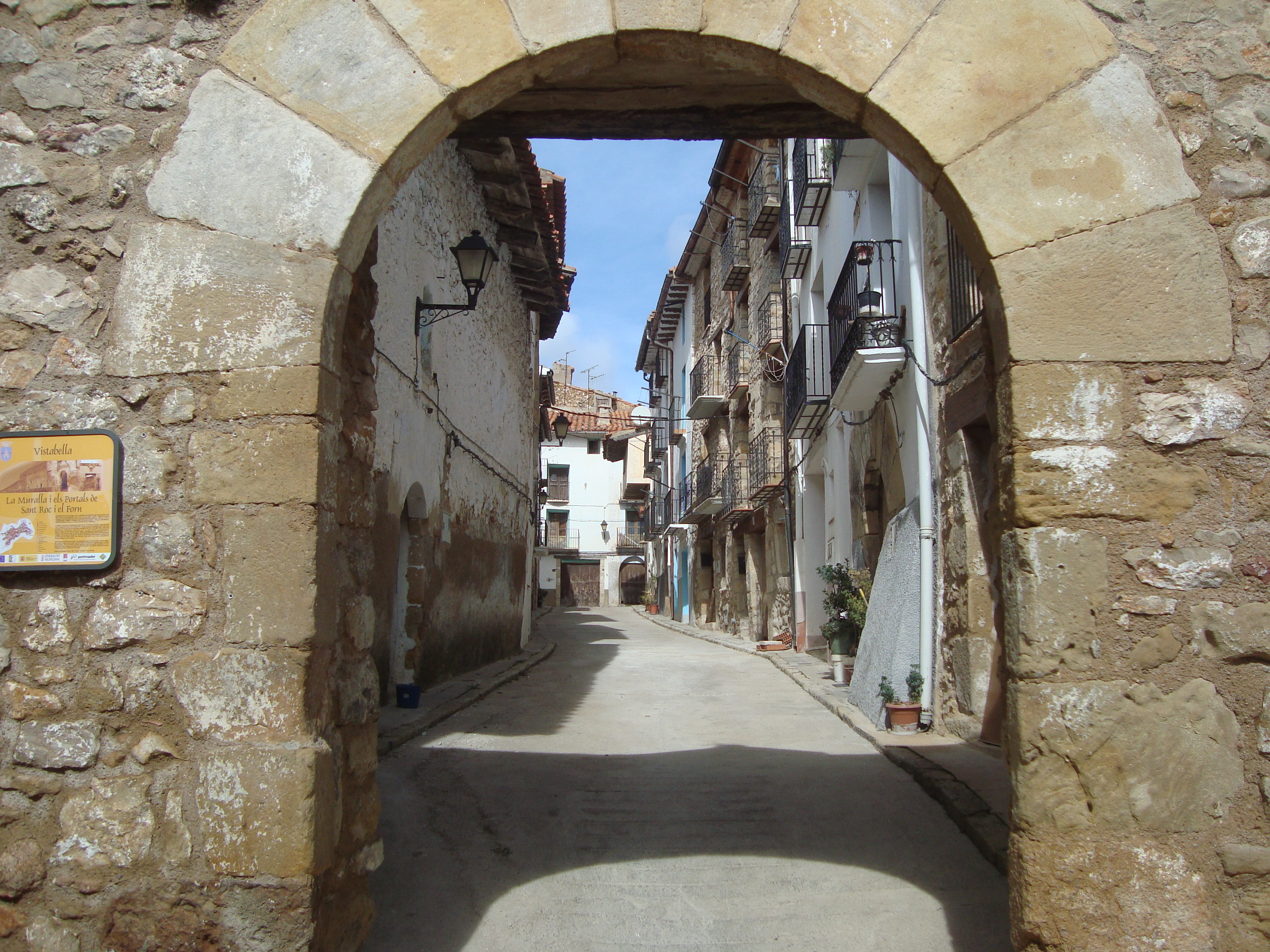
Portal de San Roque. Murallas de Vistabella del Maestrazgo.

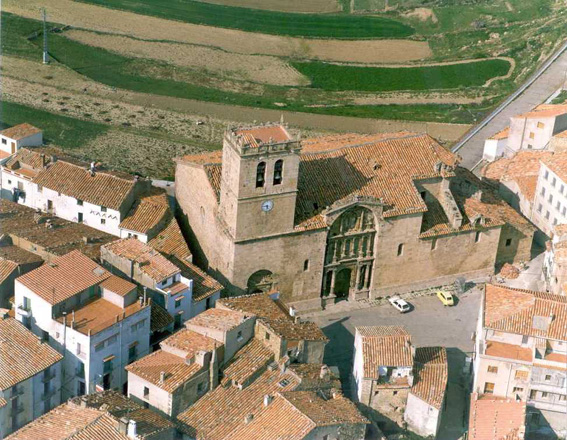
Vista aérea del casco antiguo con la iglesia de la Asunción

- Santuario de San Juan de Peñagolosa. Situado a 9 km de la población, se configura como el elemento arquitectónico emblemático de la zona.
- Ermita de Ntra. Sra. de Loreto. De planta rectangular con cubierta de teja a dos aguas y fábrica de sillarejo encalada.
- Ermita de San Antonio Abad.
- Ermita de San Bartolomé. Edificio singular del siglo XIV con reformas del siglo XVI.
- Iglesia parroquial de la Asunción. De estilo renacentista (siglo XVII) de fábrica de sillería y cubierta de tejas a dos aguas. Destaca la fachada renacentista obra de Juan Anglés siendo la más importante de este estilo en Castellón. Cuenta con frisos de cerámica de Alcora.

### Monumentos civiles
- Puente romano. Sobre el río Monleón en la calzada que unía la imperial Tarraco con Mérida. En la actualidad cruza la vía pecuaria que une Aragón con la Plana de Castellón, recuperada y señalizada a su paso por Vistabella.
- Casco urbano. La villa posee recinto medieval rodeado de muralla todavía reconocible en la actualidad. La estructura de este núcleo primitivo se basa en un eje E-O, a modo de espina dorsal de un conjunto de calles transversales. En los extremos del eje, en lo que serían puertas de la población hay hoy dos plazas. Las calles transversales son las que absorben la pendiente de la ladera. En su extremo más alto termina en fondo de saco, en codos o en calles transversales, pues la muralla es cerrada al norte. En el ángulo noroeste se conserva el torreón de la muralla. En su extremo más bajo, las calles se abren en portales, dos de los cuales se conservan :el de "Sant Roc" y el del "Forn". En cambio no quedan restos del antiguo castillo.
- Portal de San Roque. Lo constituye un marco de bastante espesor con un arco de medio punto de mampostería encalado y sobre él una hornacina con azulejos alusivos a San Roque por la parte interior.
- Portal del Horno. Arco de medio punto al exterior y un rebajado al interior de fábrica de sillería englobados en la muralla que es de mampostería casi a hueso.
- La Casona Polo. Edificio de tres plantas de mampostería encalada del siglo XVIII, con un escudo en la fachada.
- Masías. Son dignas de mencionar las numerosas masías que hay en el término, como elementos interesantes de la arquitectura popular, existiendo además las construcciones de uso agrícola, construidas de mampostería, circulares, con la cubierta abovedada de piedra, barro y paja.

### Patrimonio natural
Las fuentes de Vistabella es otro de los alicientes excursionistas del municipio. La fuente de Dalt y la del Alforí poseen propiedades medicinales, siendo la segunda citada ya en el siglo XVI por el historiador Viciana debido a la frescura de sus aguas.
Además, repartidas por sus campos podemos disfrutar de las aguas de la Pegunta, Sant Joan, Cambreta, Entona, etc. y del parque natural del Peñagolosa.

## Fiestas
- San Antonio Abad. Se celebra el 17 de enero
- Los Peregrinos de Useras. Último fin de semana de abril. Llegada de "Los Peregrinos de Useras" a San Juan de Peñagolosa.
- Pascua Florida.
- Pascua Granada.
- San Juan. Natividad de San Juan Bautista (24 de junio).
- San Juan de agosto. Muerte de San Juan Bautista (29 de agosto). Esta festividad es el final de las fiestas patronales del pueblo, que suelen empezar el 21 de agosto
- Romería a San Bartolomé.
- Romería a San Juan de Peñagolosa.

## Gastronomía
Los embutidos, como el chorizo, salchichón, fuet, lomo dulce, jamón serrano, catalana, sobrasada, longaniza seca, morcillas, cecina, entre otros son típicos de la localidad. Otros platos de gran fama son el tombet (cabrito), la olla amb pilotes (olla con albóndigas), el conejo con caracoles blancos, las paletillas de cordero al horno o el perol.
En la repostería destacan la cascaranya, pasteles (rellenos de cabello de ángel o de mermelada de todo tipo), rotllets d'ou o d'anís (rosquillas de huevo o de anís), brazos de gitano y el principi, nombre que le viene dado por ser un entrante de las comidas y tomarse al inicio de las mismas. Este plato era típico en las bodas y en las matanzas del cerdo, que se realizaban normalmente antes de Navidad. Los ingredientes más destacados de este plato son: huevo, almendras molidas, sangre, hígado y cascaranya (dulce típico de Vistabella ). Además, en la localidad podemos encontrar trufas, muy apreciadas en gastronomía.